# 미하엘 그레고리치
미하엘 그레고리치(독일어: Michael Gregoritsch, 1994년 4월 18일 ~ )는 오스트리아의 축구 선수로 현재 덴마크 수페르리가의 브뢴뷔 IF에서 윙어와 스트라이커로 활약하고 있다.